# Autori partecipanti allo Zecchino d'Oro
Sono di seguito riportati gli autori dei brani che hanno partecipato, sia in concorso che fuori concorso, allo Zecchino d'Oro. Per i brani non italiani è indicato sia l'autore del testo originale che l'autore della trasposizione italiana. La colonna "Testo in lingua originale" si riferisce unicamente ai testi in lingue diverse dall'italiano. Gli autori sono riportati in ordine alfabetico per cognome.
Questa lista è suscettibile di variazioni e potrebbe essere incompleta o non aggiornata.

## A
| Paese                     | Nome autore                                         | Testo | Testo in lingua originale             | Musica |
| ------------------------- | --------------------------------------------------- | --- | ------------------------------------- | --- |
| Marocco                   | Mourad Abderrahim                                   | | Il cammello con tre gobbe             | Il cammello con tre gobbe |
| Libano                    | Joseph Abi Daher جوزيف أبي ضاهر                     | | Vola, palombella!                     | |
| Libano                    | Fifi Abou Dib                                       | | Il cielo di Beirut                    | |
| Italia                    | Giancarlo Acquisti                                  | Tramonto sull'alpe                                                                                                  |                                       | |
| non conosciuta (bandiera) | Akimsakti                                           | |                                       | Una stella a Betlemme Al ritmo della tabla |
| Libano                    | Ihsan Al-Mounzer إحسان المنذر                       | |                                       | Vola, palombella! |
| Brasile                   | Morris Albert                                       | | I gol di Zé                           | Madre bambina I gol di Zé |
| Italia                    | Luigi Albertelli                                    | Il computer innamorato Il gran concorso degli animali                                                               |                                       | |
| Italia                    | Agostino Aloisini                                   | Il nome più bello Abracadabra                                                                                       |                                       | |
| Italia                    | Arrigo Amadesi A volte con lo pseudonimo di Gorrias | |                                       | In punta di piedi Il topo Zorro Se fossi Leonardo Baby cow-boy Il sottomarino raffreddato La mongolfiera con il golf Quattrocentocinquanta bottoni |
| Grecia                    | María Amanatídou Μαρία Αμανατίδου                   | | Il sirtaki di Icaro                   | |
| Italia                    | Silvio Amato                                        | |                                       | Ma che pizza |
| Italia                    | Alearco Ambrosi                                     | |                                       | Mille orsacchiotti |
| Italia                    | Maria Letizia Amoroso con lo pseudonimo di Mitzì    | Filastrocca din din din Un topolino, un gatto e... un grande papà Le galline intelligenti... ma sgrammaticate! Saro |                                       | Un topolino, un gatto e... un grande papà Le galline intelligenti... ma sgrammaticate! |
| Stati Uniti               | Steven André                                        | | Sono una talpa e vivo in un buco      | |
| Italia                    | Carlo Andreis                                       | Lettera di Natale                                                                                                   |                                       | |
| Russia                    | Aleksej Andrijanov Алексей Андриянов                | | L'amicizia è Balalaika magica         | L'amicizia è Balalaika magica |
| Italia                    | Alberto Anelli                                      | |                                       | Tommy Tom Il caffè della Peppina Il buio La Niña, la Pinta e la Santa Maria |
| Italia                    | Paola Angeli                                        | Il mio nonno è un DJ                                                                                                |                                       | |
| Venezuela                 | Lilian María Angulo Torrealba                       | | Terra gentile Sognando Sognando       | Terra gentile Sognando Sognando |
| Italia                    | Biagio Antonacci                                    | Il mio cuore è un gran pallone                                                                                      |                                       | Il mio cuore è un gran pallone |
| Italia                    | Nicola Aprile                                       | |                                       | Il dito in bocca L'albero della cuccagna Il naso ficcanaso Uffa gli ufo Che roba, quel robot! Per una frittella La felicità Santa Lu-Lucia Evviva la domenica! Il valzer della polenta Che giornata! L'amico albero Ho paura, papà! Bolle di sapone Il dialetto dell'amore |
| Siria                     | Souheil Arafeh سهيل عرفة                            | | La terraluna                          | La terraluna |
| Svizzera                  | Dana Ark                                            | | Amico                                 | Amico |
| Paesi Bassi               | Ralf Arnie                                          | |                                       | Amsterdam |
| Italia                    | Carlo Maria Arosio                                  | |                                       | Giochi di parole Buona notte mezzo mondo Do i numeri |
| Filippine                 | Jerry Arquisola                                     | | Le note son bambine Grazie a te       | Le note son bambine Grazie a te |
| Giappone                  | Kagamimura Asahara 浅原鏡村                         | | Teruteru bozu                         | |
| Giappone                  | Yumiko Ashikawa 芦川祐美子                          | | La pioggia                            | La pioggia |
| Portogallo                | João Nunes Atanázio                                 | |                                       | La stellina |
| Italia                    | Katia Astarita                                      | I numeri |                                       | |
| Italia                    | Gerardo Attanasio                                   | Ninnaneve Il contrabbasso Resterà con te                                                                            |                                       | |
| Italia                    | Paolo Audino                                        | Il gatto mascherato                                                                                                 |                                       | |
| Italia                    | Domenico Ausiello                                   | |                                       | Pilù |
| Italia                    | Pietro Avitabile                                    | |                                       | Il teatrino Pesciolino rosso |
| Italia                    | Oscar Avogadro                                      | Il coccodrillo come fa? Quando la tigre non ci sarà più                                                             |                                       | Quando la tigre non ci sarà più |
| Malta                     | Christopher Azzopardi                               | | La dottoressa Lulù Castelli di sabbia | |

## B
| Paese              | Nome autore                                             | Testo | Testo in lingua originale          | Musica |
| ------------------ | ------------------------------------------------------- | --- | ---------------------------------- | --- |
| Italia             | Antonio Bafurmo                                         | |                                    | Sarà vero? |
| Italia             | Valerio Baggio                                          | |                                    | Cavoli a merenda Canzone scanzonata Nero nero I pesci parlano Pappappero NG New Generation Ci vuole pazienza La casa stregata |
| Italia             | Claudio Baglioni                                        | |                                    | Ci sarà un po' di voi |
| Italia             | Lorenzo Baglioni                                        | Puz Puz Puzzola |                                    | Puz Puz Puzzola |
| Italia             | Michele Baglioni                                        | Puz Puz Puzzola |                                    | Puz Puz Puzzola |
| Italia             | Gabriele Baldoni                                        | La guerra dei mutandoni Filastrocche |                                    | |
| Germania           | Nora Baldow                                             | | Concerto nel prato                 | |
| Italia             | Gabriele Balducci                                       | |                                    | Sette cani brontoloni |
| Italia             | Ivano Balduini                                          | La stellina |                                    | |
| Italia             | Andrea Ballabio                                         | Ti faccio la foto |                                    | Ti faccio la foto |
| Italia             | Lino Banfi                                              | Bambinissimi papà |                                    | |
| Italia             | Mario Barbaja                                           | |                                    | L'orso Giovanni |
| Brasile            | Ronaldo Barcelos                                        | | Ohi ohi ohi! (càpitano tutte a me) | Ohi ohi ohi! (càpitano tutte a me)                                                                                            |
| Italia             | Angelo Baroncini                                        | |                                    | Cin cin pon pon |
| Italia             | Italia Bartoli                                          | Quando è l'ora di fare la nanna La gallina coccouà |                                    | |
| Italia             | Stefano Barzan                                          | |                                    | Gualtiero dei mestieri |
| Filippine          | Joséphine Bascones                                      | | La canzone dei chicchi di riso     | La canzone dei chicchi di riso                                                                                                |
| Italia             | Pier Emilio Bassi                                       | |                                    | Al castel di Barbablù Chiccolino di caffè                                                                                     |
| Italia             | Gina Basso                                              | Alì Babà Riccardo cuor di leopardo |                                    | |
| Italia             | Fiorenzo Batacchi                                       | |                                    | Girotondo col mio mondo |
| Portogallo         | César Batalha                                           | |                                    | Ho visto un rospo |
| Italia             | Dodi Battaglia                                          | Il segreto del sorriso |                                    | Il pianeta Grabov Un mondo di gelato                                                                                          |
| Svizzera           | Bernhard Baumgartner                                    | | La storia del fiume                | |
| Serbia             | Dragutin Beg Драгутин Бег                               | | Bruno                              | |
| Italia             | Augusto Bella                                           | Lo gnomo Deodato |                                    | Lo gnomo Deodato |
| Francia            | Egide Bellanger                                         | |                                    | Io darei non so che |
| Italia             | Giuseppe Bellettini                                     | |                                    | Un giorno a colori |
| Italia             | Paolo Belli                                             | La vacanza ideale |                                    | La vacanza ideale |
| Italia             | Ellix Bellotti                                          | È fuggito l'agnellino |                                    | |
| Italia             | Anna Benassi                                            | Popoff |                                    | |
| Italia             | Edoardo Bennato                                         | Lo Stelliere |                                    | Lo Stelliere |
| Croazia            | Biba Benussi                                            | La barchetta di carta | La barchetta di carta              | La barchetta di carta |
| Croazia            | Vlado Benussi                                           | La barchetta di carta | La barchetta di carta              | La barchetta di carta |
| Italia             | Luciano Beretta                                         | La stella di latta I tre corsari Per un ditino nel telefono Ciao, Napoleone Baby cow-boy La sveglia birichina Ticche ticche tacche Le api del convento Torero al pomodoro Rapa - rapanello Cecki! Cecki!... Aih! Gioco di parole Marco polo Il violino di Angiolino Zia Nena Una mela a metà A mosca cieca Bambini attenti, attenti...! Vanessa la fattoressa Arirang Evviva noi Per me cantare è un gioco Bam-Bù Ho preso un granchio Siamo tutti re Amico In Australia c'è Sogno di un giardino di mezza estate Il bambino che vale un perù Il nostro amico Onam Mother's day Padre Celeste Maddalena la balena Bimbi felici Il dialetto dell'amore Vulcani di qui... vulcani di là! |                                    | |
| Italia             | Federico Bergamini A volte con lo pseudonimo di Lorenzi | |                                    | L'altalena Trenta quaranta Il cane capellone                                                                                  |
| Italia             | Loredana Bertè                                          | Rosso |                                    | |
| Italia             | Andrea Bertocchi                                        | Il corsaro nero è andato in pensione |                                    | Il naufrago Il corsaro nero è andato in pensione                                                                              |
| Italia             | Albano Bertoni                                          | A mosca cieca Vanessa la fattoressa Arirang Evviva noi Per me cantare è un gioco Siamo tutti re In Australia c'è |                                    | |
| Italia             | Marco Bertoni                                           | |                                    | Ma va là Filastrocche |
| Italia             | Alessandra Bertuzzi                                     | Castelli di sabbia |                                    | |
| Italia             | Andrea Bettelli                                         | |                                    | Daria |
| Italia             | Alessandro Bigarelli                                    | Pesciolino rosso Novembre |                                    | Pesciolino rosso |
| Italia             | Marco Bigi                                              | |                                    | Il drago raffreddato |
| Italia             | Angelo Bignotti                                         | |                                    | Quartetto |
| Perù               | Herbert Bittrich                                        | |                                    | Il bambino che vale un perù                                                                                                   |
| Albania            | Ferdinand Bjanku                                        | | Io sono un aquilotto               | Io sono un aquilotto |
| Italia             | Syusy Blady                                             | Tin tin tin berimbau |                                    | |
| Italia             | Giovanni Bobbio                                         | |                                    | BIT Ma lui non sa che io lo so                                                                                                |
| Italia             | Matteo Bocelli                                          | |                                    | Dita nel naso |
| Italia             | Luigi Bogani                                            | |                                    | Ho sognato una canzone |
| Bulgaria           | Petar Boiaghiev Петар Боягев                            | |                                    | Sogno di un giardino di mezza estate                                                                                          |
| Italia             | Valeria Bolani                                          | L'orsacchiotto dall'oblò Napoleone va in pensione |                                    | |
| Italia             | Carmelo Bonalumi                                        | Il tesoro del re |                                    | |
| Italia             | Gloria Bonaveri                                         | Il maggiolino Cicciaboccia |                                    | |
| Italia             | Arianna Giorgia Bonazzi                                 | Quel secchione di Leonardo |                                    | |
| Italia             | Ruggero Bon                                             | |                                    | Fiaba |
| Italia             | Fred Bongusto                                           | |                                    | Dormi, dormi orsetto blu |
| Italia             | Antonio Gaspare Bonura                                  | La lumaca Elisabetta |                                    | La lumaca Elisabetta |
| Italia             | Walter Borghini                                         | |                                    | Un corsaro piccolissimo |
| Italia             | Nadia Borgognoni                                        | O tucano goleador |                                    | |
| Italia             | Antonella Boriani                                       | Mariele chi è? La formula magica Una bella poesia Il mio mondo Pigiama party La scimmia, la volpe e le scarpe |                                    | |
| Italia             | Vincenzo Bortone                                        | Dino l'imbianchino |                                    | |
| Paesi Bassi        | Rudolf Bos                                              | |                                    | Guglielmo il castoro |
| Italia             | Antonella Bottazzi                                      | Cip ciu cì |                                    | Cip ciu cì |
| Italia             | Fabrizio Bove                                           | |                                    | Il bambino e il mare |
| Tunisia            | Ali Saïd Bouzomita                                      | | La pace c'è                        | |
| Italia             | Piero Braggi                                            | |                                    | Il mio nasino |
| Italia             | Ernesto Bruschini                                       | Il teatrino Pesciolino rosso |                                    | |
| Panama             | Alfaro Alberto Brenes                                   | | La ballata del caballito moro      | La ballata del caballito moro                                                                                                 |
| Svizzera           | Tamara Brenni                                           | | Choco Jodel                        | |
| Italia             | Carlo Bressan                                           | L'ochetta Gelsomina |                                    | |
| Francia            | Jean Broussolle                                         | | Mamma tutto                        | |
| Italia             | Paolo Buconi                                            | Una vita da bradipo Cerco un circo |                                    | Una vita da bradipo Cerco un circo                                                                                            |
| Italia             | Vittorio Buffoli                                        | |                                    | Coriolano, l'allegro caimano                                                                                                  |
| Zimbabwe           | Paolo Buffoni                                           | | Un'altalena in cielo               | |
| Macedonia del Nord | Kaliopi Bukleska Калиопи Буклеска                       | | Come un aquilone                   | Come un aquilone |
| Italia             | Antonio Buldini                                         | Tartarumba La tarantola La cicala latina Hai visto mai Salutare è salutare Il riccio capriccio L'acciuga raffreddata Ballano |                                    | Tartarumba La tarantola La cicala latina Hai visto mai Salutare è salutare Il riccio capriccio L'acciuga raffreddata Ballano  |
| Italia             | Walter Buonanno                                         | |                                    | NG New Generation |
| Italia             | Vincenzo Buonassisi                                     | Il gelataio Noi noi noi Mettiamoci a ballare |                                    | |
| Italia             | Aldo Buonocore                                          | |                                    | Papà ritorna bambino |
| Italia             | Gianluca Buresta                                        | |                                    | Ci vorrebbe un ventaglio |
| Italia             | Herbert Bussini                                         | Cavoli a merenda Canzone scanzonata |                                    | Canzone scanzonata Nero nero                                                                                                  |
| Italia             | Gino Bussoli                                            | Il naufrago |                                    | |

## C
| Paese            | Nome autore                                               | Testo | Testo in lingua originale | Musica |
| ---------------- | --------------------------------------------------------- | --- | ------------------------- | --- |
| Italia           | Giovanni Caccamo                                          | Il ballo del ciuaua |                           | Il ballo del ciuaua |
| Italia           | Giulio Cadile                                             | La sveglia birichina |                           | |
| Italia           | Giorgio Calabrese A volte con lo pseudonimo di Screwball  | Da grande voglio fare C'era un leone Se osassi Samba della mia terra Calcio calcio Maggio San Francisco Mamma folletta La mamma sa, la mamma è L'amico mio più amico Magunda Musicante giramondo Il piccolo pescatore Quando due bambini La mazurca della mela Annurca Tonino violino Il fazzoletto d'oro Balancê Io darei non so che Questo samba Tango matto La canzone Cipro La giraffa genoveffa Ohi ohi ohi! (càpitano tutte a me) C'è una canzone che vola Piove con il sole La canzone dei chicchi di riso Il gallo ha fatto l'uovo |                           | |
| Italia           | Mariano Calazzo                                           | |                           | Quel secchione di Leonardo |
| Italia           | Arianna Caldarella                                        | Una commedia divina |                           | |
| Italia           | Antonietta Calderoni Alexis                               | |                           | Tom Tirilin Tom |
| Italia           | Gian Luigi Callegari                                      | Getto la palla |                           | Getto la palla |
| Italia           | Eugenio Calzia                                            | |                           | Girotondo rataplan |
| Italia           | Francesco Cambareri                                       | |                           | Il rock della K Olga, la tata del Volga Inventa una poesia |
| Italia           | Bruno Canfora                                             | |                           | Riccardo cuor di leopardo |
| Italia           | Virginio Capitini Con lo pseudonimo di Virca              | Ciribiricoccola |                           | |
| Italia           | Duccio Caponi                                             | |                           | Auto rosa |
| Italia           | Davide Capotorto                                          | La banda della pastasciutta Cha cha cha del gatto nella scatola Mettiamo su la band |                           | La banda della pastasciutta Cha cha cha del gatto nella scatola |
| Italia           | Edilio Capotosti                                          | |                           | Non lo faccio più |
| Italia           | Flavio Careddu                                            | Canzone scanzonata Nero nero Acca Non capisci un tubo Un principe blu Il serpente balbuziente Bartolo il barattolo Ci vuole pazienza Zitto e mosca! |                           | |
| Italia           | Pier Quinto Cariaggi                                      | Caro Gesù Bambino |                           | |
| Svizzera         | Roberto Carlotto                                          | | La mia Suisse             | La mia Suisse |
| Stati Uniti      | Harry Carlton                                             | | San Francisco             | San Francisco |
| Italia           | Massimo Carpani                                           | |                           | Il mio nonno è un DJ |
| Portogallo       | Lucia Carvalho                                            | | Felice con la mia mamma   | |
| Italia           | Mario Casacci                                             | Il sorpassista |                           | |
| Italia           | Arturo Casadei A volte con lo pseudonimo di Renzo Rullini | |                           | Pupazzetti Bimbi in pigiama La stella di latta Il pescatore di stelle La mia nave fantastica Il calendario di un bambino La gondola nel secchio Para papà |
| Italia           | Alessandro Casadei                                        | |                           | Il bambino e il mare |
| Italia           | Sara Casali                                               | Il segreto (per Mariele) Jingle Band |                           | Il segreto (per Mariele) |
| Italia           | Andrea Casamento                                          | Chicopez L'orangotango bianco Discopizza DJ Il reggaetonno Mambo rimambo |                           | Chicopez Il rompigatto L'orangotango bianco Discopizza DJ Il reggaetonno Mambo rimambo |
| Italia           | Giuseppe Casarini                                         | Quarantaquattro gatti |                           | Quarantaquattro gatti |
| Italia           | Nino Casiroli                                             | |                           | Dagli una spinta |
| Italia           | Andrea Cason                                              | Girotondo col mio mondo Una stellina legata col filo Un corsaro piccolissimo Stellina di mare |                           | |
| Malta            | Carmelo Cassar                                            | | Violino mio               | |
| Malta            | Mariella Cassar                                           | |                           | Violino mio |
| Italia           | Giuseppe Cassia                                           | Sitting Bull |                           | |
| Italia           | Augusto Castellani                                        | Vola... non vola Le mie tasche |                           | |
| Italia           | Franco Castellano                                         | La nonna di Beethoven |                           | |
| Italia           | Corrado Castellari                                        | |                           | Il guercio, il lungo, il nano Il barone sbadiglione Rumbakatumba Ma che febbre dispettosa La baby radio Ma che magia! Farfalla in città Piccolo uomo nero Canzone della gioia Un giallo in una mano Il colmo Una forchetta di nome Giulietta Il mare sa parlare La mia ombra |
| Italia           | Melody Castellari                                         | |                           | Una forchetta di nome Giulietta Il mare sa parlare La mia ombra |
| Portogallo       | António Castro                                            | | La stellina               | |
| Brasile          | Celso Castro                                              | | Non ci gioco più          | Non ci gioco più |
| Italia           | Claudio Cavallaro                                         | |                           | Ciao, Napoleone Riaccattattà |
| Italia           | Luigi Cavalletto                                          | |                           | L'ambasciatore di Paranà |
| Italia           | Alessandro Cavazza                                        | La ballata del principe azzurro |                           | |
| Brasile          | Dorival Caymmi                                            | | Samba della mia terra     | Samba della mia terra |
| Italia           | Emiliano Cecere                                           | Superbabbo |                           | Superbabbo |
| Azerbaigian      | Idjran Cəlilova                                           | | Io pregherò               | Io pregherò |
| Italia           | Sergio Censi                                              | |                           | La banda del cortile |
| Italia           | Angelo Ceriani                                            | |                           | Toro loco Il bombo |
| Italia           | Leo Ceroni                                                | |                           | Un pupazzo di neve È fuggito l'agnellino |
| Italia           | Cesareo                                                   | |                           | Il maglione |
| Italia           | Eugenio Cesaro                                            | La canzone della settimana |                           | La canzone della settimana |
| Egitto           | Hani Chenouda                                             | |                           | In un mare caldo |
| Italia           | Mario Chessa                                              | |                           | La marmellata innamorata |
| Italia           | Sergio Chiesa                                             | |                           | Issa-gira-butta-tira Il mago matto La slitta vagabonda Il pirata Gambamossia Il fiore di città |
| Italia           | Leo Chiosso                                               | Il topo Zorro Il lungo, il corto e il pacioccone |                           | |
| Polonia          | Fryderyk Chopin                                           | |                           | Se per miracolo |
| Italia           | Giuliano Ciabatta                                         | Mediterraneamente |                           | Mediterraneamente Mille scarpe |
| Italia           | Alberto Ciambricco                                        | Il sorpassista |                           | |
| Unione Sovietica | Jurij Čičkov Юрий Чичков                                  | |                           | Musicante giramondo |
| Italia           | Fausto Cigliano                                           | |                           | Re Trombone |
| Italia           | Luigi Cilumbriello                                        | Piove, piove |                           | Canzone indigena |
| Italia           | Stelvio Cipriani                                          | |                           | Sitting Bull |
| Italia           | Valerio Ciprì                                             | I pesci parlano |                           | |
| Bulgaria         | Victor Čučkov Виктор Чучков                               | |                           | Arcobaleno Il mio pappagallo Gira il girasole |
| Italia           | Mauro Ciuffo                                              | Sarà vero? |                           | |
| Portogallo       | Isabel Clode                                              | |                           | Tre luci |
| Italia           | Matteo Cocconcelli                                        | Daria |                           | Daria |
| Italia           | Adelio Cogliati                                           | Riaccattattà L'angioletto in blue jeans |                           | L'angioletto in blue jeans |
| Italia           | Lu Colombo                                                | Bambù balla |                           | Bambù balla |
| Italia           | Tommaso Columbo                                           | La bella topolina |                           | La bella topolina |
| Italia           | Corrado Comolli                                           | Il festival pop Un gigante |                           | I tre corsari I fratelli del Far- West Orazio il cane dello spazio Tre goccioline Tre guerrieri indiani L'omino della luna Gli stivali ballerini La mini astronave |
| Italia           | Fabio Concato                                             | L'ocona sgangherona |                           | L'ocona sgangherona |
| Singapore        | Babes Conde                                               | | Casa mia                  | Casa mia |
| Stati Uniti      | Harry Condor                                              | | San Francisco             | San Francisco |
| Italia           | Flavio Conforti                                           | Un punto di vista strambo Il cuore del re |                           | Un punto di vista strambo Il cuore del re |
| Italia           | Rossella Conz                                             | Il batterista |                           | |
| Italia           | Mario Coppola                                             | Partiam, sì, sì, partiam! L'ultima spiaggia |                           | Che roba quel robot! |
| Italia           | Carlo Cordara                                             | |                           | La banda del formaggio |
| Italia           | Daniele Coro                                              | Il panda con le ali |                           | Il panda con le ali |
| Brasile          | Francisco Levino Corrêa Da Silva                          | | Tin tin tin berimbau      | Tin tin tin berimbau |
| Italia           | Rinaldo Cozzoli                                           | |                           | Caccia al tesoro Il vigile in gonnella |
| Italia           | Gino Creazzi                                              | Rumbakatumba |                           | |
| Italia           | Giovanni Cristiani                                        | La dottoressa Lulù |                           | |
| Italia           | Simone Cristicchi                                         | Custodi del mondo |                           | Custodi del mondo |
| Regno Unito      | Edmund Joseph Crotty                                      | |                           | Big Jim |
| Italia           | Arcangelo Crovella                                        | Le parce que des pourquoi Ciao Europa |                           | |
| Italia           | Toto Cutugno                                              | Oh mamà, papà |                           | Oh mamà, papà Signor Metèo |
| Italia           | Umberto Cungi                                             | Capelli turchini |                           | Capelli turchini |

## D
| Paese       | Nome autore                                      | Testo | Testo in lingua originale                       | Musica |
| ----------- | ------------------------------------------------ | --- | ----------------------------------------------- | --- |
| Italia      | Maurizio D'Adda                                  | Issa-gira-butta-tira Il mago matto La slitta vagabonda Ma dov'è quel porcellino? Il naso ficcanaso Uffa gli ufo |                                                 | |
| Italia      | Giovanni D'Anzi                                  | |                                                 | Da grande voglio fare C'era un leone |
| Italia      | Farida D'Asaro                                   | Tutanc’mon |                                                 | |
| Italia      | Paolo D'Errico                                   | Toro loco Il bombo |                                                 | Toro loco Il bombo Ri-cer-ca-to |
| Italia      | Lucio Dalla                                      | Nonni nonni |                                                 | Nonni nonni |
| Finlandia   | Sara Valentina Dan                               | | Pikku Peikko                                    | |
| Italia      | Pino Daniele                                     | Tegolino |                                                 | Tegolino |
| Inghilterra | Victor Daniel                                    | |                                                 | Pippo e la motoretta |
| Belgio      | Bob Davidse                                      | | Un due tre - siam trentatré                     | Un due tre - siam trentatré |
| Italia      | Mario De Angelis Con lo pseudonimo di Mandeglia  | |                                                 | Carlo Magno Il gamberetto Pietro |
| Italia      | Francesco De Benedittis                          | Non ci cascheremo mai |                                                 | Non ci cascheremo mai |
| Italia      | Mauro De Cillis                                  | Il sogno più bello |                                                 | |
| Italia      | Roberto De Luca                                  | |                                                 | L'amico mio fantasma La torta di pere e cioccolato Il bullo citrullo Voglio chiamarmi Ugo Chi ha paura del buio? Le impronte del cuore |
| Italia      | Maurizio De Maurizi                              | Il pesciolino stanco |                                                 | Il pesciolino stanco |
| Italia      | Salvatore De Pasquale con lo pseudonimo di Depsa | Nonno Superman Fründ, amico, ami Ma che pizza Panna e cioccolato Balalaika magica La gallina Painè Violino mio Ma va là La mia Suisse Un fiore nel deserto |                                                 | Nonno Superman Ma che pizza |
| Italia      | Giuseppe De Rosa                                 | |                                                 | La banda sbanda Ninnaneve Il contrabbasso Resterà con te Dove vanno i sogni al mattino Per un però Quel bulletto del carciofo Lo senti anche tu La rosa e il bambino Metti avanti il cuore Non capisci un tubo Skodinzolo Bartolo il barattolo L'orso col ghiacciolo Zitto e mosca! Per un pezzetto di terra |
| Italia      | Emilio De Sanzuane                               | La gondola nel secchio La lucciola nel taschino |                                                 | |
| Italia      | Aldo De Scalzi                                   | |                                                 | Banjo blu Il pianeta Mallakà |
| Italia      | Antonietta De Simone                             | Non lo faccio più |                                                 | |
| Spagna      | Eduardo Delgado                                  | | Una mela a metà                                 | |
| Italia      | Adriano Della Giustina                           | |                                                 | Per un ditino nel telefono Il valzer del moscerino Pancho, l'eroe del texas Il mio dentino dondola |
| Italia      | Ornella Della Libera                             | Lo Stelliere |                                                 | |
| Panama      | Carlos Alberto Della Togna Martinelli            | | Il ciuco Cico                                   | Il ciuco Cico |
| Italia      | Paolo Denti                                      | Il bambino che vale un Perù Mother's day |                                                 | |
| Italia      | Luca Dettori                                     | La marmellata innamorata |                                                 | |
| Italia      | Antonio Di Jorio                                 | |                                                 | La barchetta di carta |
| Italia      | Giuseppe Di Marco                                | I suoni delle cose |                                                 | I suoni delle cose Il blues del manichino |
| Italia      | Giancarlo Di Maria                               | |                                                 | Siamo le note Radio criceto 33 Bye bye, ciao ciao Animal school |
| Italia      | Nicola Filiberto Di Matteo                       | Tre scozzesi |                                                 | Tre scozzesi |
| Italia      | Grazia Di Michele                                | |                                                 | Il mio fratellino a distanza (Assulaié) |
| Italia      | Enzo Di Paola                                    | |                                                 | La stella di latta Il calendario di un bambino |
| Italia      | Felice Di Salvo                                  | Tutti a tavola |                                                 | |
| Italia      | Emilio Di Stefano                                | Mamma che stress Goccia dopo goccia Ma chi l'ha detto... È meglio Mario Un bambino terribile Batti cinque (4/4 di silenzio) Gira! che è un girotondo Io, col 2000 La pace c'è Ti canterò (per la gioia che mi dai) Facile facile Un sogno leggerissimo Kyro Ci vorrebbe un ventaglio |                                                 | Un bambino terribile |
| Italia      | Tiziana Di Tullio                                | Il tortellino |                                                 | |
| Italia      | Nicholas Di Valerio                              | Tutanc’mon Pikku Peikko |                                                 | Tutanc’mon Pikku Peikko |
| Portogallo  | Victor Dias                                      | |                                                 | La canzone |
| Bulgaria    | Vaselin Dobrovski Васелин Добровски              | |                                                 | Sogno di un giardino di mezza estate |
| Regno Unito | Florence Donovan                                 | | La mia età Choof the train                      | La mia età Choof the train |
| Portogallo  | Augusto Maria Dos Santos Marques De Mendonça     | | Tre luci Sette matitine Che belli gli uccellini | Sette matitine Che belli gli uccellini |
| Italia      | Giovanni Drago                                   | |                                                 | Cestini e grembiulini Penna nera |
| Italia      | Luca Drago                                       | |                                                 | Cestini e grembiulini Penna nera |
| Italia      | Valentina Ducros                                 | L'aeroplano |                                                 | |

## E
| Paese  | Nome autore        | Testo                                            | Testo in lingua originale | Musica                      |
| ------ | ------------------ | ------------------------------------------------ | ------------------------- | --------------------------- |
| Egitto | Salama El Tawil    |                                                  | Solidarietà               | Solidarietà                 |
| Italia | Michele Erba       | Ninna nanna di sua Maestà                        |                           | Ninna nanna di sua Maestà   |
| Italia | Antonio Esposito   |                                                  |                           | La ballata dell'orso brutto |
| Italia | Franca Evangelisti | Ninna nanna del chicco di caffè Nonna-ni-nonnina |                           |                             |

## F
| Paese       | Nome autore                                      | Testo | Testo in lingua originale | Musica |
| ----------- | ------------------------------------------------ | --- | ------------------------- | --- |
| Italia      | Roby Facchinetti                                 | |                           | Marcobaleno |
| Italia      | Elena Fanconi                                    | I colombini |                           | |
| Libano      | Michel Fouad Fadl ميشال فاضل                     | |                           | Il cielo di Beirut |
| Italia      | Arturo Faraoni                                   | Fiaba |                           | |
| Italia      | Claudio Farina                                   | Un attimo di respiro |                           | Per un amico |
| Germania    | Dario Farina                                     | |                           | Mami papi |
| Italia      | Valentina Farinaccio                             | Una pancia |                           | |
| Italia      | Franco Fasano A volte con lo pseudonimo di Fagit | Un bambino terribile Il katalicammello La mamma della mamma Mitico angioletto Il rock della K Il ramarro con tre erre Olga, la tata del Volga Inventa una poesia La canzone più facile del mondo Ma che mondo l'acquario La doccia col cappotto La Paella Tarantella della mozzarella Saro Radio Giungla La cicala latina Skodinzolo Come le formiche Hai visto mai Il riccio capriccio L'acciuga raffreddata |                           | Goccia dopo goccia Ma chi l'ha detto... È meglio Mario Gira, gira il mappamondo Il katalicammello Un bambino terribile Batti cinque (4/4 di silenzio) La mamma della mamma Gira! che è un girotondo Io, col 2000 Mitico angioletto Il dialetto Il rock della K Il singhiozzo Il ramarro con tre erre Olga, la tata del Volga Tali e quali Il casalingo Inventa una poesia È solo un gioco La canzone più facile del mondo Wolfango Amedeo Amici per la pelle Ma che mondo l'acquario La doccia col cappotto Tarantella della mozzarella Saro Radio Giungla La cicala latina L'inno del girino Skodinzolo Come le formiche Hai visto mai Il riccio capriccio L'acciuga raffreddata Rosso |
| Italia      | Tommaso Fasano                                   | |                           | Come le formiche |
| Italia      | Davide Fasulo                                    | |                           | Una vita da bradipo |
| Italia      | Idalberto Fei                                    | Il mio amico Mosè |                           | |
| Italia      | Maria Rita Ferrara                               | Prova a sorridere Il sirtaki di Icaro |                           | Prova a sorridere Il sirtaki di Icaro |
| Italia      | Ornella Ferrari Con lo pseudonimo di Biri        | A, E, I, O, U, Cha-Cha-Cha C'era una volta |                           | |
| Portogallo  | Teresa Paula Ferreira                            | | Etciù!                    | Etciù! |
| Italia      | Roberto Ferri                                    | Grande diventerò |                           | |
| Italia      | Biagio Fichera                                   | San Francisco |                           | |
| Polonia     | Jerzy Tadeusz Ficowski                           | | Mettiamoci a ballare      | |
| Australia   | Anna Fin                                         | | La Rosella                | |
| Italia      | Fiorenzo Fiorentini                              | La favola della gatta miagola Umpa-pà |                           | |
| Argentina   | Enrique Fischer                                  | | Tango matto               | Tango matto |
| Germania    | Lambert Fleming                                  | |                           | Tinghelinghelin |
| Italia      | Riccardo Fogli                                   | Il mio grande papà |                           | |
| Italia      | Giovanni Paolo Fontana                           | Il mio fratellino a distanza (Assulaié) Il bullo citrullo |                           | L'amico mio fantasma La torta di pere e cioccolato Il bullo citrullo Voglio chiamarmi Ugo Chi ha paura del buio? Le impronte del cuore |
| Francia     | Lorena Fontana                                   | | Io gioco                  | Io gioco |
| Italia      | Adriano Foppiano                                 | |                           | Lettera di Natale Tramonto sull'alpe |
| Italia      | Daniele Fossati                                  | L'ambasciatore di Paranà |                           | |
| Italia      | Franco Franchi                                   | Non perder la pazienza, mamma |                           | |
| Ghana       | Rudi Kofi Franchi                                | | Preghiera                 | Preghiera |
| Paesi Bassi | Erik Franssen                                    | | Amsterdam                 | |
| Italia      | Leonardo Maria Frattini                          | Il gonghista |                           | Il gonghista |
| Italia      | Francesco Freyrie                                | Il tesoro del re Salta, balla, batti sveglia Il gioco dell'alfabeto Il cielo di Beirut Il cammello con tre gobbe Ticche tocche tà |                           | |
| Italia      | Paolo Frola                                      | Libus |                           | Libus |
| Italia      | Stefano Fumagalli                                | |                           | Mettici la salsa! |
| Italia      | Alessandro Augusto Fusaro                        | |                           | La banda della pastasciutta Cha cha cha del gatto nella scatola Mettiamo su la band |

## G
| Paese         | Nome autore                                            | Testo | Testo in lingua originale | Musica |
| ------------- | ------------------------------------------------------ | --- | ------------------------- | --- |
| Italia        | Michele Galasso                                        | I nonni son felici Il tempo L'orso canterino |                           | |
| Malta         | Sammy Galea                                            | |                           | Minnie |
| Italia        | Mario Gardini                                          | Il mio fratellino a distanza (Assulaié) L'amico mio fantasma La torta di pere e cioccolato Giochi di parole Buona notte mezzo mondo Voglio chiamarmi Ugo La palma dell'acqua Il canto del gauchito Sognando Sognando Chi ha paura del buio? Do i numeri La mia casa Il rompigatto Dove vanno i sogni al mattino Il pescecane (solo un ciao) Lo senti anche tu La rosa e il bambino Mille scarpe Un minuto Clap clap L'orso col ghiacciolo La casa stregata    |                           | |
| Italia        | Giuseppe Garofalo                                      | Pilù La barchetta di carta |                           | |
| Italia        | Raniero Gaspari                                        | |                           | La guerra dei mutandoni |
| Italia        | Francesco Gazzè                                        | Non ci cascheremo mai |                           | |
| Italia        | Max Gazzè                                              | |                           | Non ci cascheremo mai |
| Stati Uniti   | Fred Gee                                               | | Rockhopper hop            | Rockhopper hop |
| Italia        | Sandro Giacobbe                                        | |                           | Sette note per una favoletta E l'arca navigava Il sole e il girasole |
| Italia        | Tata Giacobetti                                        | Se fossi un marziano |                           | |
| Italia        | Eugenio Giovando                                       | |                           | Abracadabra |
| Germania      | Teddy Goldhuber                                        | |                           | Il nostro festival |
| Guinea-Bissau | Ramiro Gomes Dias                                      | | Il gallo ha fatto l'uovo  | Il gallo ha fatto l'uovo |
| Zimbabwe      | Stephen Gonah                                          | | Un'altalena in cielo      | |
| Regno Unito   | Charles Goodger                                        | | Il tesoro del re          | |
| Italia        | Annie Gorassini                                        | Cin cin pon pon |                           | |
| Italia        | Giovanni Gotti                                         | Il pianeta Grabov Un mondo di gelato Lo scriverò nel vento Un'altalena in cielo Ika o do gba Io pregherò Al ritmo della tabla Verso l'aurora |                           | |
| Perù          | María Isabel Granda y Larco                            | | Cavallino peruviano       | Cavallino peruviano |
| Italia        | Franco Graniero                                        | Gira gira con la lira |                           | Il super poliglotta Gira gira con la lira Respiriamo la città |
| Italia        | Gianrico Gregoretti                                    | |                           | Un milione di anni fa La nuvola bianca e la nuvola nera |
| Italia        | Franca Gregori                                         | Annibale cannibale terribile |                           | Annibale cannibale terribile |
| Italia        | Gianfranco Grottoli                                    | Il katalicammello La mamma della mamma Lumacher Il rock della K Bongo direttore di banda Il ramarro con tre erre Il tip tap del millepiedi Olga, la tata del Volga Hip hop ippopotamo Inventa una poesia Un baby presidente Ma che mondo l'acquario Skamaleonte Rokko cavallo brocco Tarantella della mozzarella Mister Doing (il signor canguro) Plik e pluk Il domani I Beagles Radio Giungla Metti avanti il cuore Skodinzolo Discopizza DJ Il reggaetonno |                           | Il katalicammello La mamma della mamma Lumacher Il rock della K Bongo direttore di banda Il ramarro con tre erre Il tip tap del millepiedi Olga, la tata del Volga Hip hop ippopotamo Inventa una poesia Ma che mondo l'acquario Skamaleonte Rokko cavallo brocco Tarantella della mozzarella Mister Doing (il signor canguro) Plik e pluk Il domani I Beagles Le parce que des pourquoi Radio Giungla Metti avanti il cuore Skodinzolo Discopizza DJ Il reggaetonno |
| Italia        | Gian Marco Gualandi A volte con lo pseudonimo di Gumar | Il bar di Dario, il dromedario Gedeone marziano pasticcione Le tagliatelle di nonna Pina Annibale e l'elefante Aristide Il mio nonno è un DJ Come un aquilone Grazie a te Regalerò un sogno Quello che mi aspetto da te |                           | Il bar di Dario, il dromedario Gedeone marziano pasticcione Le tagliatelle di nonna Pina Annibale e l'elefante Aristide Il mio nonno è un DJ Mariele chi è? Regalerò un sogno Quello che mi aspetto da te |
| Italia        | Paolo Gualdi                                           | |                           | Girotondo di tutto il mondo Popoff Quattro chiacchiere in famiglia |
| Italia        | Gianluigi Guarnieri                                    | |                           | Partiam, sì, sì, partiam! Show nella foresta |
| Italia        | Giovanni Alceo Guatelli                                | |                           | Itik itik |
| Italia        | Antonio Gumina                                         | Sono un duro però |                           | Sono un duro però |

## H
| Paese       | Nome autore             | Testo                                     | Testo in lingua originale             | Musica             |
| ----------- | ----------------------- | ----------------------------------------- | ------------------------------------- | ------------------ |
| Sudan       | Mohamad Hameidah        |                                           | Maggio                                |                    |
| Stati Uniti | Tina Harris             |                                           | Sottosopra                            | Sottosopra         |
| Egitto      | Shawky Hegab شوقي حجاب  |                                           | In un mare caldo Un fiore nel deserto |                    |
| Giappone    | Mina Hiramatsu 平松美奈 |                                           | Il mio amico samurai                  |                    |
| Italia      | Frankie hi-nrg mc       | Zombie vegetariano Gualtiero dei mestieri |                                       | Zombie vegetariano |
| Giappone    | Ryōhei Hirose 廣瀬量平  |                                           |                                       | Samurai            |
| Svezia      | Margit Holmberg         |                                           | Mamma folletta                        | Mamma folletta     |
| Cina        | Wang Hong               |                                           | Cina è                                | Cina è             |

## I
| Paese    | Nome autore                 | Testo                                                         | Testo in lingua originale | Musica |
| -------- | --------------------------- | ------------------------------------------------------------- | ------------------------- | --- |
| Italia   | Antonio Iammarino           | Giovanissimo papà                                             |                           | Una pancia Giovanissimo papà |
| Bulgaria | Iordan Iankov Иордан Ианков |                                                               | Il mio pappagallo         | |
| Italia   | Italo Ianne                 |                                                               |                           | Ma che cosa ci posso fare? Gira! che è un girotondo La doccia col cappotto |
| Italia   | Marco Iardella              | Per un amico Quell'anello d'oro Messer Galileo Ci ci ci co co |                           | Un attimo di respiro Per un amico Quell'anello d'oro Messer Galileo Bravissimissima Due nonni innamorati Facile facile Ci vuole un titolo Un sogno leggerissimo Kyro Il pescecane (solo un ciao) Clap clap Ci ci ci co co |
| Italia   | Maria Iavarone              | Civa civetta                                                  |                           | |
| Ungheria | Orbán Ildikó                |                                                               | Parla tu che parlo io     | |
| Italia   | Lorenzo Imerico             | Un cane in carne ed ossa                                      |                           | |
| Italia   | Vincenzo Incenzo            | La filastrocca delle vocali                                   |                           | |
| Uruguay  | Mariana Ingold Barbé        |                                                               | Antenne blu Il tempo      | Antenne blu Il tempo |
| Italia   | Giorgio Iommi               |                                                               |                           | Ci vorrebbe un ventaglio |
| Italia   | Sergio Iodice               | Il mio nasino                                                 |                           | |
| Malaysia | Rahim Ismail                |                                                               | Basta un sorriso          | Basta un sorriso |
| Libano   | Isabelle Issahakian         |                                                               |                           | Il cielo di Beirut |
| Italia   | Francesco Itri Tardi        |                                                               |                           | Il bambino e il mare |
| Italia   | Deborah Iurato              | Mille fragole                                                 |                           | |
| Italia   | F. Izzi                     | Quartetto                                                     |                           | |

## J
| Paese      | Nome autore          | Testo            | Testo in lingua originale | Musica                          |
| ---------- | -------------------- | ---------------- | ------------------------- | ------------------------------- |
| Taiwan     | Pan Jin-Shan         | Grande diventerò |                           | Grande diventerò                |
| Finlandia  | Lennert Johansen Kai |                  | La giraffa genoveffa      |                                 |
| Portogallo | Artur Jordâo         |                  | Il mio mondo              | Il tappeto volante Il mio mondo |
| Italia     | Jovica Jović Balval  | Bambu balla      |                           | Bambu balla                     |

## K
| Paese          | Nome autore                            | Testo | Testo in lingua originale        | Musica                                                     |
| -------------- | -------------------------------------- | ----- | -------------------------------- | ---------------------------------------------------------- |
| Giappone       | Minoru Kainuma 海沼実                  |       |                                  | La pioggia Spunta la luna Il mio amico samurai             |
| Giappone       | Minoru Kainuma 海沼實                  |       |                                  | La scimmia, la volpe e le scarpe                           |
| Tanzania       | Deograzia Kalolela                     |       | Un leopardo per amico            |                                                            |
| Tanzania       | Samuel Kapinga                         |       | Tanzanía-e                       |                                                            |
| Grecia         | Spyridon Kapsaskis Σπυρίδων Καψάσκης   |       |                                  | Ho preso un granchio                                       |
| Tunisia        | Fayçal Karoui                          |       |                                  | La pace c'è                                                |
| Giappone       | Shōgo Katō 加藤省吾                    |       | Il piccolo pescatore             |                                                            |
| Zimbabwe       | Philippa Kerr                          |       |                                  | Un'altalena in cielo                                       |
| Polonia        | Piotr Tomasz Kleszcz                   |       | Patataj                          | Patataj                                                    |
| Francia        | Jean Joseph Kluger                     |       |                                  | Mamma tutto                                                |
| Turchia        | Mehmet Nevid Kodallı                   |       | Tenerotto, grigiolino e ruvidone | Tenerotto, grigiolino e ruvidone                           |
| Giappone       | Kōhei Koide 小出浩平                   |       | L'aquilone dei sogni             | L'aquilone dei sogni                                       |
| Bulgaria       | Lucian Kos Лукиан Кос                  |       | La danza di Rosinka              |                                                            |
| Serbia         | Ferenc Jozsef Kovač Ференц Йожеф Ковач |       |                                  | Bruno                                                      |
| Bulgaria       | Dimitar Kozev Димитър Козев            |       | Gira il girasole                 |                                                            |
| Bielorussia    | Anna Kozlova Анна Козлова              |       | Lo zio bè                        | Lo zio bè                                                  |
| Italia         | Gorni Kramer                           |       |                                  | E ciunfete... nel pozzo Il lungo, il corto e il pacioccone |
| Cecoslovacchia | Jaroslav Křička                        |       | Libertà è un paio d'ali          |                                                            |
| Germania       | Michael Rolf Kunze                     |       | Mami papi                        |                                                            |
| Cipro          | Chrístos Kyriakídis Χρίστος Κυριακίδης |       | Una bella poesia                 | Una bella poesia                                           |

## L
| Paese            | Nome autore                                         | Testo                                  | Testo in lingua originale          | Musica                                                            |
| ---------------- | --------------------------------------------------- | -------------------------------------- | ---------------------------------- | ----------------------------------------------------------------- |
| Finlandia        | Keijo Laitinen                                      |                                        | Al luna park                       | Al luna park                                                      |
| Italia           | Lucio Lami                                          | Dormi, dormi orsetto blu               |                                    |                                                                   |
| Italia           | Jan Langosz                                         |                                        |                                    | Caccia al tesoro Che pasticcio la grammatica Tre civette sul comò |
| Italia           | Riccardo Lasero                                     | Mosca                                  |                                    | Mosca                                                             |
| Italia           | Edgardo Latini                                      |                                        |                                    | Vola... non vola Le mie tasche                                    |
| Germania         | Günter Lauke                                        |                                        | Il nostro festival                 | Il nostro festival                                                |
| Italia           | Bruno Lauzi                                         | La buona volontà La gallina brasiliana |                                    | La buona volontà                                                  |
| Cile             | Carmen Lavanchy Bolsien                             |                                        | Carnevalito carnevalà              | Carnevalito carnevalà                                             |
| Italia           | Mario Lavezzi                                       |                                        |                                    | E nelle onde che baraonde                                         |
| Francia          | Jérôme Lemonnier                                    |                                        |                                    | Bella l'estate                                                    |
| Italia           | Paolo Limiti                                        | Il buio                                |                                    |                                                                   |
| Turchia          | Ömer Zülfü Livaneli                                 |                                        | Lo scriverò nel vento              | Lo scriverò nel vento                                             |
| Italia           | Roberto Livraghi                                    |                                        |                                    | La luna è matta La moto da motocross                              |
| Italia           | Aldo Locatelli                                      | Trenta quaranta                        |                                    |                                                                   |
| Italia           | Dario Lombardi                                      | Auto rosa                              |                                    | Auto rosa                                                         |
| Italia           | Silvestro Longo                                     | L'inno del girino                      |                                    |                                                                   |
| Argentina        | Franco Lo Mauro                                     |                                        | La gallina Painè                   | La gallina Painè                                                  |
| Unione Sovietica | Vladimir Sergeevič Loktev Владимир Сергеевич Локтев |                                        |                                    | Vento venticello                                                  |
| Brasile          | Délcio Luiz                                         |                                        | Ohi ohi ohi! (càpitano tutte a me) | Ohi ohi ohi! (càpitano tutte a me)                                |
| Argentina        | Felix César Luna                                    |                                        | I re magi                          |                                                                   |
| Italia           | Tertulliano Luppi                                   |                                        |                                    | Concertino in cucina                                              |
| Italia           | Lelio Luttazzi                                      |                                        |                                    | La vera storia di Noè                                             |

## M
| Paese            | Nome autore                                                  | Testo | Testo in lingua originale                                 | Musica |
| ---------------- | ------------------------------------------------------------ | --- | --------------------------------------------------------- | --- |
| Italia           | Velia Maggiulli Con lo pseudonimo di Magno                   | Sono l'ottavo di sette fratelli La vera storia del salice piangente Per un capello in più Ma lui non sa che io lo so |                                                           | |
| Italia           | Gino Magurno                                                 | Lo Stelliere |                                                           | Lo Stelliere |
| Iran             | Masùd Mahmudi مسعود محمودی                                   | | Hagi Firùz                                                | |
| Italia           | Giancarlo Malaman                                            | |                                                           | L'aeroplano |
| Italia           | Cristiano Malgioglio                                         | Ma che cosa ci posso fare? |                                                           | |
| Italia           | Gualtiero Malgoni                                            | |                                                           | Io con chi sto? Ciribiricoccola Il gioco della rima Padre Nostro che sei dappertutto Biribiribindi- Biribiribanda Il più grande motore |
| Italia           | Mario Manasse                                                | Il cuoco pasticcione La coccinella sul go-kart Scacco matto W la neve Magico Dolce matematica |                                                           | |
| Italia           | Guido Mandreoli                                              | Il maggiolino Cicciaboccia |                                                           | |
| Francia          | Nanni Manelli                                                | | Io gioco                                                  | Io gioco |
| Italia           | Lucia Mannucci                                               | Filastrocca dei fumetti |                                                           | |
| Italia           | Gian Pietro Marazza                                          | |                                                           | Per un bicchier di vino |
| Italia           | Roberto Marcora                                              | Tre guerrieri indiani L'omino della luna Tommy Tom Gli stivali ballerini La mini astronave |                                                           | |
| Italia           | Franco Maresca                                               | La zanzara Il pulcino ballerino Serafino l'uomo sul filo Il pinguino Belisario La bella-la-figlia del Re Sgniff e Sgnaff Un milione di anni fa Il torero Camomillo Le guardie hanno i baffi La nuvola bianca e la nuvola nera Re Trombone Volevo un gatto nero Carlo Magno La nave Gelsomina dirindirindina Manue-e-lo La ballata dell'orso brutto Teruteru bozu La gallina ha fatto l'uovo                              |                                                           | |
| Italia           | Mara Maretti Soldi                                           | Un bambino La mia dolce Nellì Per una frittella Santa Lu-Lucia Farfalla in città La felicità Evviva la domenica! Il valzer della polenta Piccolo uomo nero Che giornata! L'amico albero Canzone blu Papà non fumare Canzone della gioia Bolle di sapone |                                                           | |
| Italia           | Alessandro Margozzi                                          | |                                                           | Il maggiolino Cicciaboccia |
| Italia           | Chiara Mario                                                 | |                                                           | L'orsacchiotto dall'oblò |
| Italia           | Linda Marletta                                               | |                                                           | Civa civetta |
| Italia           | Bruno Marro                                                  | |                                                           | Quando la tigre non ci sarà più |
| Italia           | Augusto Martelli a volte con lo pseudonimo di Bob Mitchell   | |                                                           | Caccia al tesoro Che pasticcio la grammatica Tre civette sul comò Il dodicesimo Se osassi La canzone della luna La pecorella al bosco Gugù bambino dell'età della pietra Nozze nel bosco Non pianger, piccino mio Calcio calcio Maggio Cecki! Cecki!... Aih! Bambini attenti, attenti...! Attacca al chiodo quel fucile! Dormi, mio bel piccino Come sta il bebè Uccellino dell'azzurro Pipistrello radar La conta Padre celeste Bambinissimi papà Bimbi felici La nonna di Beethoven Balalaika Il sole verrà Il sogno più bello Il computer innamorato Bambolotto di caucciù Salta, balla, batti sveglia Le oche del Campidoglio Vieni nel mio villaggio |
| Italia           | Giordano Bruno Martelli A volte con lo pseudonimo di Softly  | |                                                           | Caccia al tesoro Che pasticcio la grammatica Tre civette sul comò Il dodicesimo Se osassi La canzone della luna La pecorella al bosco Il semaforo Tinta e ghiri Cin-Ciu-E Tippy il coniglietto hippy Baciccia il pirata Filastrocca din din din Concerto della città La figlia del re di Castiglia Ma dov'è quel porcellino? La Teresina Nozze nel bosco Cin cin in tutto il mondo I pescatori del Canadà Rapa - rapanello Calcio calcio Per un capello in più Nella bottega di Mastro André Gioco di parole La mamma sa, la mamma è Col pianoforte in spalla Marco polo L'amico mio più amico Il violino di Angiolino Ballata tirolese La piramide Zia Nena Un gallo del Portogallo Il fabbro del paese Il chierichetto Vanessa la fattoressa Musicante giramondo Che bello-llo Attacca al chiodo quel fucile! Sole pioggia O che bella balla Arirang Bam-Bù Quando due bambini La mazurca della mela Annurca Ninna nanna per non dormire BIT Tonino violino Pubbli pubbli pubblicità Suor Margherita Siamo tutti re Amor di tamburello Il fazzoletto d'oro Parla tu che parlo io Ma lui non sa che io lo so |
| Lituania         | Algirdas Martinaitis                                         | |                                                           | Novembre |
| Spagna           | Victoria Eugenia Martínez Andrés                             | | Chicopez                                                  | |
| Italia           | Renato Martini                                               | |                                                           | Se fossi Leonardo Baby cow-boy Il sottomarino raffreddato La mongolfiera con il golf Quattrocentocinquanta bottoni |
| Italia           | Rosa Martirano                                               | Forza Gesù Il rap del peperoncino |                                                           | Forza Gesù Il rap del peperoncino |
| Italia           | Tony Martucci                                                | Chiccolino di caffè Extramusicale-giromagitondo Orazio il cane dello spazio Tre goccioline Il caffè della Peppina Il karatè Il buio Nel duemila Uffa gli ufo Che roba, quel robot! Un bambino Tortuga, pirata sempre in fuga Papà non fumare Luccioletta, dove sei? Mamma che stress Ho sognato una canzone Il super poliglotta Gira gira con la lira La Niña, la Pinta e la Santa Maria Il dialetto Respiriamo la città |                                                           | |
| Italia           | Luca Mascini                                                 | NG New Generation |                                                           | |
| Italia           | Marco Masini                                                 | Superbabbo |                                                           | Superbabbo |
| Cecoslovacchia   | Leontina Mašínová                                            | |                                                           | Libertà è un paio d'ali |
| Italia           | Pino Massara                                                 | |                                                           | Il coccodrillo come fa? Metti la canottiera Il batterista La mucca e i semi di zucca Il mio amico Mosè |
| Italia           | Stefano Mazzesi                                              | Un giorno a colori |                                                           | |
| Italia           | Dario Nicolò Matejcic                                        | |                                                           | Una stellina legata col filo Stellina di mare I numeri I miei soldatini |
| Unione Sovietica | Mikhail Lvovich Matusovskij Михаил Лвович Матусовский        | | Mille voci una voce                                       | Mille voci una voce |
| Italia           | Massimo Mazzoni                                              | Siamo le note Radio criceto 33 Bye bye, ciao ciao Animal school |                                                           | |
| Italia           | Massimo Mazzurini                                            | I numeri |                                                           | |
| Italia           | Gianni Meccia                                                | |                                                           | Il sorpassista |
| Italia           | Mita Medici                                                  | Tango, mago tango |                                                           | |
| El Salvador      | Inés Medina De Viaud                                         | | Emilio                                                    | Emilio |
| Italia           | Luciana Amalia Medini                                        | In punta di piedi |                                                           | |
| Regno Unito      | John Meeks                                                   | | Big Jim                                                   | |
| Italia           | Vezio Melegari                                               | Big Jim |                                                           | |
| Messico          | Héctor Luis Mendoza                                          | | Grazie                                                    | Grazie |
| Italia           | Sergio Menegale                                              | La canzone di Kian La terra è una palla Battimani Il mio pappagallo Ele La pioggia Terra Bella l'estate Dino, l'imbianchino |                                                           | La terra è una palla Battimani Ele Dino, l'imbianchino |
| Italia           | Irene Menna                                                  | Acca La memoria Zitto e mosca! Per un pezzetto di terra |                                                           | |
| Italia           | Antonio Mennillo                                             | Che pasticcio la grammatica Tre civette sul comò La canzone della luna |                                                           | |
| Italia           | Vito Mercurio                                                | |                                                           | Mamma che stress |
| Italia           | Siro Merlo                                                   | |                                                           | Crock, Shock, Brock, Clock |
| Italia           | Gino Mescoli                                                 | |                                                           | Il generale Giovanni |
| Italia           | Angelo Messini                                               | Nonni nonni |                                                           | Nonni nonni |
| Italia           | Silvia Mezzanotte                                            | La danza di Rosinka |                                                           | La danza di Rosinka |
| Italia           | Ernesto Gilberto Migliacci                                   | L'orangotango bianco |                                                           | Il rompigatto L'orangotango bianco |
| Italia           | Franco Migliacci                                             | Chicopez |                                                           | |
| Iran             | Mikhailian                                                   | |                                                           | Hagi Firùz |
| Italia           | Cristiano Minellono                                          | Il gatto puzzolone |                                                           | |
| Italia           | Andrea Mingardi                                              | Un'amica colombiana Un rospo nel bosco |                                                           | Un rospo nel bosco |
| Italia           | Amedeo Minghi                                                | |                                                           | Il gatto mascherato |
| Spagna           | Marta Minguella-Deu                                          | | Un maggiolino speciale I pupazzetti La scatola dei tesori | Un maggiolino speciale La scatola dei tesori |
| Nuova Zelanda    | Paul Minhinnick                                              | | Vulcani di qui... vulcani di là!                          | |
| Italia           | Maria Cristina Misciano a volte con lo pseudonimo di Guchilù | Scuola rap Il batterista Un mondo nuovo La mia orchestra Non voglio cantare Cina è Patataj Terra gentile |                                                           | |
| Italia           | Misselvia                                                    | Me l'ha detto un uccellino La mini-coda Cik e Ciak |                                                           | |
| Italia           | Leandro Misuriello                                           | |                                                           | Mio fratello |
| Italia           | Luigi Mocchi                                                 | Carnevale allo zoo |                                                           | |
| Italia           | Giuseppe Moccia con lo pseudonimo di Pipolo                  | |                                                           | La nonna di Beethoven |
| Italia           | Marco Mojana                                                 | |                                                           | Il cuoco pasticcione La coccinella sul go-kart Scacco matto W la neve Magico Dolce matematica |
| Italia           | Franco Mojoli                                                | |                                                           | Me l'ha detto un uccellino La mini-coda |
| Romania          | Georgeta Moraru                                              | | Un sole tutto mio                                         | |
| Italia           | Maria Morelli                                                | La ballata degli elefanti |                                                           | La ballata degli elefanti |
| Italia           | Daniele Moretto                                              | |                                                           | Mio fratello |
| Italia           | Giovanni Moretto                                             | |                                                           | Il Karatè |
| Uruguay          | Adriano Mori                                                 | | Noi noi noi                                               | Noi noi noi |
| Italia           | Eugenio Mori                                                 | |                                                           | Mio fratello |
| Irlanda          | Darrin Mullins                                               | | L'amico dei perché                                        | |
| Spagna           | July Murillo                                                 | |                                                           | Una mela a metà Per me cantare è un gioco |
| Italia           | Giulia Mutti                                                 | La frutta e la verdura |                                                           | La frutta e la verdura |

## N
| Paese       | Nome autore                   | Testo                                | Testo in lingua originale | Musica                                 |
| ----------- | ----------------------------- | ------------------------------------ | ------------------------- | -------------------------------------- |
| Giappone    | Chieko Nakamura 中村千栄子    |                                      |                           | Pesci, bimbi e draghi                  |
| Giappone    | Shinpei Nakayama 中山晋平     |                                      |                           | Teruteru bozu                          |
| Italia      | Claudio Napolitano            |                                      |                           | La ballata del principe azzurro        |
| Italia      | Michele Napolitano            |                                      |                           | La ballata del principe azzurro        |
| Italia      | Umberto Napolitano            | L'orso Giovanni Guglielmo il castoro |                           | Scuola rap                             |
| Italia      | Lorenzo Natale                |                                      |                           | 7                                      |
| Italia      | Mariella Nava                 | Un sogno nel cielo                   |                           |                                        |
| Italia      | Ilenia Navarra                | Lupo Teodoro                         |                           |                                        |
| Italia      | Francesca Negri               | Mettici la salsa!                    |                           |                                        |
| Francia     | Billy Nencioli                |                                      | Ok boy                    | Ok boy                                 |
| Italia      | Corrado Neri                  |                                      |                           | Una commedia divina                    |
| Italia      | Alessandro Nidi               |                                      |                           | Il gatto puzzolone                     |
| Germania    | Charles Niessen               |                                      | Tinghelinghelin           |                                        |
| Francia     | Elio Nigi                     |                                      |                           | La mela della vita, la mela dell'amore |
| Lussemburgo | Pierre Nimax                  |                                      |                           | L'albero                               |
| Lussemburgo | Liane Nimax Fischbach         |                                      | L'albero                  |                                        |
| Jugoslavia  | Đorđe Novković Ђорђе Новковић |                                      | Ticche ticche tacche      | Ticche ticche tacche                   |
| Brasile     | Osvaldo Nunes                 |                                      | Non ci gioco più          | Non ci gioco più                       |

## O
| Paese       | Nome autore          | Testo                   | Testo in lingua originale   | Musica                  |
| ----------- | -------------------- | ----------------------- | --------------------------- | ----------------------- |
| Stati Uniti | Daniel O' Brien      |                         | Sottosopra                  | Sottosopra              |
| Estonia     | Valter Ojakäär       |                         |                             | Se voglio               |
| Italia      | Dolores Olioso       | Filastrocche e tiritere |                             | Filastrocche e tiritere |
| Kenya       | Caleb Onka           |                         | Un baby presidente          |                         |
| Romania     | Miruna Codruța Oprea |                         | Io più te fa noi            | Io più te fa noi        |
| Perù        | Alfredo Ostoja       |                         | Il bambino che vale un perù |                         |
| Italia      | Gabriele Ortenzi     | Custodi del mondo       |                             | Custodi del mondo       |

## P
| Paese            | Nome autore                                              | Testo | Testo in lingua originale       | Musica |
| ---------------- | -------------------------------------------------------- | --- | ------------------------------- | --- |
| Italia           | Roberto Pacco                                            | |                                 | Un cane in carne ed ossa Tutti a tavola |
| Italia           | Ferdinando Pacella                                       | Show nella foresta Nel duemila |                                 | |
| Italia           | Federico Padovano                                        | Madre bambina I gol di Zé L'amico dei perché Il gatto puzzolone Io gioco |                                 | |
| Italia           | Mario Pagano a volte con lo pseudonimo di Framario       | Ninna la ninna ninna ninna o' |                                 | La giacca rotta La zanzara Il pulcino ballerino La favola della gatta miagola Serafino, l'uomo sul filo Il pinguino Belisario La bella-la-figlia del Re Sgniff e Sgnaff Il leprotto pim-pum-pam Popoff Un milione di anni fa Il torero Camomillo La banda dello zoo Le guardie hanno i baffi La nuvola bianca e la nuvola nera Re Trombone Volevo un gatto nero Carlo Magno La nave Gelsomina dirindirindina Manue-e-lo Ninna nanna del chicco di caffè Il gamberetto Pietro La corriera del far west La ninna nanna degli animaletti Quattro chiacchiere in famiglia La torre degli asinelli Hanno rubato il prato La ballata dell'orso brutto Pepito de la pampa Sono l'ottavo di sette fratelli Nonna-ni-nonnina Umpa-pà Civa civetta La vera storia del salice piangente Finché non cado dal sonno Hanno rubato il vocabolario È tutto uno scherzo La mia dolce Nellì ... E dopo dormirò Tango, mago tango Io Tarzan tu Jane È partita la stazione La gallina ha fatto l'uovo Canzone blu La mia automobilissima velocissima di cartapecora Ninna la ninna ninna ninna o' |
| Italia           | Fabrizio Palaferri                                       | Crock, Shock, Block, Clock Emilio |                                 | |
| Lituania         | Violeta Palčinskaitė                                     | | Novembre                        | |
| Polonia          | Edward Jan Pałłasz                                       | |                                 | Mettiamoci a ballare |
| Italia           | Vito Pallavicini                                         | Il generale Giovanni Vento venticello Metti la canottiera Ok boy La mucca e i semi di zucca Signor Metèo |                                 | |
| Argentina        | Ezechiel Palmieri                                        | | Il canto del gauchito           | Il canto del gauchito |
| Italia           | Roberto Palmitesta                                       | Mettiamo su la band |                                 | |
| Italia           | Vittorio Paltrinieri                                     | |                                 | L'ultima spiaggia |
| Italia           | Mario Panzeri                                            | Lettera a Pinocchio |                                 | Lettera a Pinocchio |
| Italia           | Stefano Panizzo                                          | Il Verbivoro |                                 | Il Verbivoro |
| Italia           | Dante Panzuti A volte con lo pseudonimo di Danpa         | Dagli una spinta I miei soldatini Il sottomarino raffreddato L'albero della cuccagna La mongolfiera con il golf Biribiribindi-Biribiribanda La vera storia di Rock e Roll Ballata tirolese Un gallo del Portogallo L'ultima spiaggia |                                 | |
| Italia           | Ermanno Parazzini                                        | Per un bicchier di vino Il barone sbadiglione Felice con la mia mamma Amsterdam |                                 | |
| Italia           | Renato Pareti                                            | Tenerotto, grigiolino e ruvidone |                                 | Monta monta in mountain bike Barabà, Ciccì e Coccò Si gira un film Bianco con il giallo Giochiamo alle cose Amico cow boy Un mondo nuovo Il topo con gli occhiali Tito e Tato Silenzio Mono monopattino Chi lo dice che |
| Italia           | Sergio Parisini                                          | |                                 | A mosca cieca Zucchero Bill |
| Italia           | Michele Paulicelli                                       | Ci ci ci co co |                                 | Ci ci ci co co |
| Romania          | Alexandru Pașcanu                                        | | Evviva noi L'allegria           | Un sole tutto mio Evviva noi L'allegria |
| Brasile          | Marzia Pecce                                             | | Tin tin tin berimbau            | Tin tin tin berimbau |
| Italia           | Alberto Pellai                                           | Il bullo citrullo Io più te fa noi Le impronte del cuore Toro loco Il bombo Ri-cer-ca-to |                                 | |
| Italia           | Gian Pietro Pendini                                      | La mia bidella Candida Attenti alla musica |                                 | La mia bidella Candida Attenti alla musica |
| Portogallo       | Alexandrina Pereira                                      | | Il tappeto volante Il mio mondo | |
| Italia           | Dante Peretti                                            | Il nostro amico Onam Bimbi felici |                                 | |
| Ecuador          | José Ángel Pérez Puentes                                 | | Canzone indigena                | |
| Italia           | Giuseppe Perotti A volte con lo pseudonimo di Pinchi     | Dagli una spinta La pecorella al bosco Il semaforo Se fossi Leonardo |                                 | Cin-Ciu-E |
| Italia           | Jacqueline Perrotin A volte con lo pseudonimo di Famauri | |                                 | La giostra del carillon Se avessi La tromba del pagliaccio L'ochetta Gelsomina I castelli di Brisighella I tre pagliacci |
| Australia        | Georgette Peterson                                       | | «Il più» dei canguri            | |
| Romania          | Ioachim Octavian Petre                                   | | Io più te fa noi                | Io più te fa noi |
| Italia           | Gianluigi Pezzera                                        | |                                 | Tortuga, pirata sempre in fuga |
| Italia           | Fabio Piazzalunga                                        | |                                 | Il nome più bello |
| Italia           | Maurizio Piccoli                                         | Caro Gesù ti scrivo Spunta la luna |                                 | Caro Gesù ti scrivo |
| Italia           | Leonardo Pieraccioni                                     | Mozart è stato gestito male |                                 | Mozart è stato gestito male |
| Italia           | Anna Maria Pietravalle                                   | Hanno rubato il prato |                                 | |
| Italia           | Lorenzo Pilat                                            | |                                 | Tutto questo per un chiodo Se manca pane e vino cosa fai? |
| Italia           | Monica Pipino                                            | Coccole! |                                 | Coccole! |
| Italia           | Norina Piras                                             | |                                 | Mi regali una ciambella? Ombretta del Missisipì Nettuno Netturbino Un giallo in una mano |
| Italia           | Silverio Pisu                                            | Che bella festa sarà |                                 | |
| Italia           | Paola Pitagora                                           | La giacca rotta La zanzara |                                 | |
| Italia           | Giuseppe Pittari                                         | Fammi crescere i denti davanti |                                 | |
| Italia           | Vigilio Piubeni                                          | |                                 | I colombini |
| Italia           | Roberto Piumini                                          | Il mio amico samurai |                                 | |
| Italia           | Paolo Poli                                               | Vorrei volare |                                 | |
| Finlandia        | Anna Marjatta Pokela                                     | | Il folletto bianco              | Il folletto bianco |
| Kenya            | Flavour Polle                                            | |                                 | Un baby presidente |
| Italia           | Lara Polli                                               | Bravissimissima |                                 | |
| Italia           | Maria Francesca Polli A volte con lo pseudonimo di Efets | Mitico angioletto Il singhiozzo Marcobaleno Bruno Tali e quali Il casalingo È solo un gioco Amici per la pelle La mia età Bravissimissima Due nonni innamorati Ci vuole un titolo Ci sarà un po' di voi                              |                                 | |
| Italia           | Rinaldo Prandoni                                         | |                                 | Cik e Ciak |
| Italia           | Roberto Pregadio                                         | Girotondo dei fumetti |                                 | Girotondo dei fumetti |
| Italia           | Flavio Premoli                                           | |                                 | La filastrocca delle vocali |
| Unione Sovietica | Anton Ilyich Prishelets Антон Ильич Пришелец             | | Vento venticello                | |
| Italia           | Gerardo Pulli                                            | Ci pensa mamma |                                 | Ci pensa mamma |
| Italia           | Pupo                                                     | Canzone amica |                                 | |

## Q
| Paese  | Nome autore      | Testo                          | Testo in lingua originale | Musica             |
| ------ | ---------------- | ------------------------------ | ------------------------- | ------------------ |
| Italia | Augusto Quieto   | L'aquilone Luna park Se avessi |                           |                    |
| Spagna | Jujuy Quiqueroca |                                |                           | Torero al pomodoro |

## R
| Paese       | Nome autore                                 | Testo | Testo in lingua originale                                                                             | Musica                                                                                       |
| ----------- | ------------------------------------------- | --- | --- | -------------------------------------------------------------------------------------------- |
| Egitto      | Hany Raafat Robil Farag                     | | Tutanc’mon                                                                                            |                                                                                              |
| Regno Unito | Colin Radcliffe                             | | | Big Jim                                                                                      |
| India       | Malabar Gopalan Radhakrishnan എം. ജി. രാധാകൃഷ്ണന്  | | | Il nostro amico Onam                                                                         |
| Madagascar  | Angelo Rakotomanga                          | | La palma dell’acqua                                                                                   |                                                                                              |
| India       | Chunakkara Ramankutty ചുനക്കര രാമന്കുട്ടി          | | Il nostro amico Onam                                                                                  |                                                                                              |
| Norvegia    | Lleiv Ramfjord                              | | | La giraffa genoveffa                                                                         |
| Argentina   | Ariel Ramírez                               | | | I re magi                                                                                    |
| Italia      | Alfredo Rapetti con lo pseudonimo di Cheope | Il più grande motore La cicala Mami papi Bianco con il giallo Giochiamo alle cose All'arrembaggio del formaggio Su e giù Se ci credi anche tu In bici in città                               | |                                                                                              |
| Italia      | Giulio Rapetti con lo pseudonimo di Mogol   | Piccolo indiano | |                                                                                              |
| Italia      | Veronica Rauccio                            | Superbabbo | | Superbabbo                                                                                   |
| Italia      | Nino Ravasini                               | | | A, E, I, O, U, Cha-Cha-Cha                                                                   |
| Italia      | Nunzio Reina                                | | | Il teatrino Pesciolino rosso                                                                 |
| Italia      | Franco Reitano                              | | | La sveglia birichina                                                                         |
| Italia      | Mino Reitano                                | | | La sveglia birichina                                                                         |
| Italia      | Memo Remigi                                 | | | Show nella foresta Un bambino Ninna nanna, malandrino Papà non fumare Luccioletta, dove sei? |
| Italia      | Tony Renis                                  | | | Piccolo indiano                                                                              |
| Australia   | Annie Rentoul                               | | | «Il più» dei canguri                                                                         |
| Italia      | Serena Riffaldi                             | Quel bulletto del carciofo | |                                                                                              |
| Italia      | Stefano Rigamonti                           | Raro come un diamante Una parola magica Meraviglioso è Ali di carta | | Raro come un diamante Una parola magica Meraviglioso è Un minuto Ali di carta                |
| Italia      | Stefano Righi                               | Annibale L'estate sta iniziando | | L'estate sta iniziando                                                                       |
| Italia      | Francesco Rinaldi                           | Riprendiamoci la fantasia Cin-ciam-pai Cane e gatto Corri topolino Un papero nero Il cestino dei sogni Un cuoricino in più Il ciuco Cico                                                     | | Riprendiamoci la fantasia Cin-ciam-pai Cane e gatto Corri topolino Un papero nero            |
| Colombia    | Vincenza Rivas                              | | Felice con la mia mamma                                                                               | Felice con la mia mamma                                                                      |
| Ecuador     | Yankilé Hidalgo Rodríguez                   | | Canzone indigena Verso l'aurora                                                                       |                                                                                              |
| Polonia     | Katarzyna Rokicka                           | | Un sogno nel cielo                                                                                    |                                                                                              |
| Italia      | Piero Carlo Rolla                           | | | Extramusicale-giromagitondo                                                                  |
| Francia     | Jean Rolland                                | | Gli angeli di Nôtre Dame C'è una canzone che vola Bella l'estate Ti canterò (per la gioia che mi dai) |                                                                                              |
| Venezuela   | Aldemaro Romero Zerpa                       | | | Il musichito Il gran concorso degli animali                                                  |
| Italia      | Piero Romitelli                             | Ci pensa mamma | | Ci pensa mamma                                                                               |
| Italia      | Fabrizio Ronco                              | Plik e pluk | | Choco Jodel Plik e pluk                                                                      |
| Germania    | Manfred Gans Roost                          | | | Concerto nel prato                                                                           |
| Italia      | Maria Elena Rosati                          | Me la faccio sotto Sono felice Pappappero | |                                                                                              |
| Italia      | Aldo Rossi                                  | | | Fammi crescere i denti davanti Luna park La piuma rossa                                      |
| Italia      | Fernando Rossi                              | Nozze nel bosco Tre luci Come sta il bebè Pipistrello radar Pesci, bimbi e draghi Le barche della bontà Gli angeli di Nôtre Dame Antenne blu Samurai Vieni nel mio villaggio Se per miracolo | | Le barche della bontà                                                                        |
| Italia      | Lorenzo Rossi                               | Ti faccio la foto | | Ti faccio la foto                                                                            |
| Italia      | Renzo Rossi Oldrati                         | | | Carnevale allo zoo                                                                           |
| Italia      | Stefano Rota                                | | | Annibale                                                                                     |
| Sudafrica   | John Rothman                                | | Panna e cioccolato                                                                                    | Panna e cioccolato                                                                           |
| Portogallo  | Maria José Rouxinol                         | | La canzone                                                                                            |                                                                                              |
| Spagna      | Óscar Rubio                                 | | Per me cantare è un gioco                                                                             |                                                                                              |
| Svizzera    | Roberto Rufolo                              | | Fründ, amico, ami                                                                                     | Fründ, amico, ami                                                                            |
| Italia      | Enrico Ruggeri                              | La canzone dei colori Gioca con me papà | | Gioca con me papà                                                                            |
| Italia      | Pino Ruju                                   | | | Banjo blu Il pianeta Mallakà                                                                 |
| Italia      | Silvestro Russo                             | Il pistolero | | Il pistolero                                                                                 |

## S
| Paese       | Nome autore                                             | Testo | Testo in lingua originale                                    | Musica |
| ----------- | ------------------------------------------------------- | --- | ------------------------------------------------------------ | --- |
| Italia      | Loredana Sabbi                                          | È tutto uno scherzo |                                                              | Tango, mago tango Io Tarzan tu Jane                                                                                        |
| Italia      | David Sabiu                                             | |                                                              | L'astronave di capitan rottame                                                                                             |
| Italia      | Lodovico Saccol                                         | Le piccole cose belle Il contadino Prendi un'emozione Sì, davvero mi piace! Potevo nascere gattino Ciao Europa |                                                              | Le piccole cose belle Il contadino La mia casa Prendi un'emozione Sì, davvero mi piace! Potevo nascere gattino Ciao Europa |
| Grecia      | Hari Sakellariou Χαρι Σακελλαρίου                       | | Ho preso un granchio                                         | |
| Giappone    | Ayaka Sakurada 櫻田絢香                                 | | Spunta la luna                                               | |
| Giappone    | Jun Sakurai 櫻井順                                      | |                                                              | Pesci, bimbi e draghi |
| Italia      | Nicola Salerno Con lo pseudonimo di Nisa                | Pupazzetti |                                                              | |
| Italia      | Francesco Salvi                                         | Lo zio bè |                                                              | |
| Francia     | Angelique San                                           | |                                                              | |
| Malta       | Alfred Sant                                             | | Il merill tweet tweet La mela della vita, la mela dell'amore | Il merill tweet tweet |
| Italia      | Elio Satta                                              | La marmellata innamorata |                                                              | |
| Germania    | Robert Sattler                                          | | Il nostro festival                                           | |
| Romania     | Gabriela Sauciuc Cicone                                 | |                                                              | I nonni son felici |
| Italia      | Antonio Virgilio Savona                                 | |                                                              | Se fossi un marziano Filastrocca dei fumetti                                                                               |
| Italia      | Gianfranco Scancarello                                  | Una stella a Betlemme |                                                              | |
| Italia      | Stefano Scandolara                                      | Il guercio, il lungo, il nano Sono una talpa e vivo in un buco |                                                              | |
| Australia   | Vince Scat                                              | |                                                              | In Australia c'è |
| Australia   | Jane Mary Scaturro                                      | | In Australia c'è                                             | |
| Italia      | Luigi Schiavone                                         | |                                                              | La canzone dei colori |
| Bulgaria    | Dragumir Sciòpov Драгумир Счопов                        | | Arcobaleno                                                   | |
| Italia      | Eros Sciorilli                                          | |                                                              | Girotondo col mio mondo I miei soldatini Il dito in bocca Nel duemila                                                      |
| India       | Ashanka Sen आशंका सेन                                      | | Piove, piove                                                 | Piove, piove |
| Francia     | Marie Sendra                                            | | Le parce que des pourquoi                                    | |
| Italia      | Gianluca Giuseppe Servetti                              | Come King Kong |                                                              | Come King Kong |
| Italia      | Vittorio Sessa Vitali                                   | I fratelli del Far-West Coriolano, l'allegro caimano Tinta e ghiri La cometa ha perso la coda La figlia del re di Castiglia Cin cin in tutto il mondo Hagi Firùz Nella bottega di Mastro André Col pianoforte in spalla Ma che febbre dispettosa La piramide Ma che magia! Ninna nanna, malandrino Il chierichetto Mi regali una ciambella? Ninna nanna per non dormire Io Tarzan, tu Jane Ombretta del Missisipì È partita la stazione Suor Margherita Zucchero Bill A come alfabeto La storia del fiume Ho paura papà Uccellino dell'azzurro Il mio dentino dondola Monta in mountain bike Barabà, Ciccì e Coccò Un giallo in una mano Si gira un film Amico cow boy Il colmo L'amicizia è... Basta un sorriso Le oche del Campidoglio Il topo con gli occhiali Rockhopper hop Le note son bambine Io sono un aquilotto Wolfango Amedeo Una forchetta di nome Giulietta Il mare sa parlare Tito e Tato La mia ombra Silenzio Mono monopattino Chi lo dice che |                                                              | |
| Italia      | Enzo Setteducati                                        | |                                                              | Un giorno a colori |
| Italia      | Maurizio Seymandi                                       | Quattrocentocinquanta bottoni |                                                              | |
| Italia      | Dario Sgrò                                              | Il ballo del girasole |                                                              | Il ballo del girasole |
| Israele     | Naomi Shemer נעמי שמר                                   | | Il gioco dell'alfabeto                                       | Il gioco dell'alfabeto |
| Egitto      | Hany Shenudah                                           | |                                                              | Un fiore nel deserto |
| Francia     | J. S. Shoes                                             | |                                                              | La mela della vita, la mela dell'amore                                                                                     |
| Islanda     | Valgeir Skagfjörð                                       | | I folletti d'Islanda                                         | I folletti d'Islanda |
| Colombia    | Francisco Arturo Sierra Herrera                         | | Un'amica Colombiana                                          | |
| Italia      | Luciano Simoncini                                       | La ninna nanna degli animaletti |                                                              | |
| Italia      | Piero Soffici                                           | |                                                              | Caro Gesù Bambino C'era una volta In punta di piedi Penna nera Ma che cosa ci posso fare?                                  |
| Costa Rica  | Juan Pastor Somarriba Mejía                             | | All'arrembaggio del formaggio                                | All'arrembaggio del formaggio                                                                                              |
| Italia      | Bobby Solo                                              | |                                                              | Bumba e la zumba |
| Italia      | Armando Soricillo                                       | Volevo un gatto nero |                                                              | |
| Italia      | Franco Spadavecchia                                     | Il mago matto Il pirata Gambamossia Il fiore di città Dai, dai balla il syrtaki |                                                              | Issa-gira-butta-tira La slitta vagabonda Ma dov'è quel porcellino?                                                         |
| Italia      | Vincenzo Spampinato                                     | |                                                              | Il mio grande papà |
| Italia      | Carmine Spera                                           | 7 La banda sbanda Lupo Teodoro Il contrabbasso Per un però Canzone scanzonata L'anisello Nunù Nero nero Non capisci un tubo Un principe blu Salutare è salutare Bartolo il barattolo Ci vuole pazienza Ballano |                                                              | 7 Lupo Teodoro L'anisello Nunù Un principe blu Salutare è salutare Ballano                                                 |
| Italia      | Federica Spreafico                                      | |                                                              | Mettici la salsa! |
| Stati Uniti | Angelo Starr                                            | |                                                              | Sono una talpa e vivo in un buco                                                                                           |
| Italia      | Sauro Stelletti                                         | Il semaforo Tippy il coniglietto hippy Un pupazzo di neve Baciccia il pirata Quattro chiacchiere in famiglia Il vigile in gonnella La baby radio Nettuno netturbino |                                                              | |
| Romania     | Marian Stere                                            | | I nonni son felici                                           | |
| Italia      | Luciano Sterpellone A volte con lo pseudonimo di Phersu | Il leprotto pim-pum-pam La banda dello zoo Il gamberetto Pietro La corriera del far west Pepito de la pampa Il musichito Non pianger, piccino mio Finché non cado dal sonno I pescatori del Canadà La più bella nonna ce l'ho io I re magi Felice con la mia mamma Che bello-llo ... E dopo dormirò Un leopardo per amico |                                                              | Alì Babà |
| Italia      | Francesco Stillitano                                    | |                                                              | |
| Italia      | Michele Straniero                                       | Girotondo rataplan |                                                              | |
| Italia      | Elide Suligoj                                           | |                                                              | Maddalena la balena Vulcani di qui... vulcani di là!                                                                       |
| Italia      | Antonio Summa                                           | |                                                              | Scuola rap |
| Polonia     | Tadeusz Sygietyński                                     | |                                                              | Mettiamoci a ballare |

## T
| Paese       | Nome autore                                     | Testo | Testo in lingua originale                       | Musica |
| ----------- | ----------------------------------------------- | --- | ----------------------------------------------- | --- |
| Italia      | Sandro Taccani                                  | |                                                 | Le stelle |
| Italia      | Giuliano Taddei                                 | Tutto questo per un chiodo Se manca pane e vino cosa fai? Luccioletta, dove sei? Ho sognato una canzone Il super poliglotta Gira gira con la lira La Niña, la Pinta e la Santa Maria Il dialetto Respiriamo la città |                                                 | |
| India       | Rabindranath Tagore রবীন্দ্রনাথ ঠাকুর                 | | Siamo tutti re                                  | |
| Ecuador     | Roberto Aníbal Tamayo Guerrero                  | |                                                 | Verso l'aurora |
| Cuba        | Hugo Tamayo Tornés                              | | L'orso canterino                                | L'orso canterino |
| Venezuela   | Angela Denia Tarenzi                            | | Il musichito Il gran concorso degli animali     | |
| Italia      | Alberto Testa                                   | Caccia al tesoro Il dito in bocca Il dodicesimo E ciunfete... nel pozzo La luna è matta La moto da motocross Io con chi sto? Il gioco della rima Padre Nostro che sei dappertutto Mamma tutto Libertà è un paio d'ali Cavallino peruviano Itik itik Il fabbro del paese Il merill tweet tweet Carnevalito carnevalà Sole pioggia O che bella balla Etciù! La mela della vita, la mela dell'amore Mille voci una voce Il triangolo Paiù E nelle onde che baraonde La Rosella Né bianco né nero La mia automobilissima velocissima di cartapecora Balalaika Solidarietà Tanzanía-e Amico nemico Casa mia Sottosopra La terraluna In un mare caldo |                                                 | La tartaruga sprint Il triangolo Paiù Né bianco né nero Amico nemico                                                                    |
| Malta       | Cecilja Testa                                   | | Minnie                                          | |
| Italia      | Fabio Testa                                     | Né bianco né nero Amico nemico Sottosopra La terraluna |                                                 | Né bianco né nero Amico nemico |
| Francia     | Suzanne Theberge                                | | Io darei non so che                             | |
| Italia      | Bruno Fulvio Tibaldi Con lo pseudonimo di Muzak | Ho visto un re |                                                 | Ho visto un re |
| Islanda     | Leone Alexander Tinganelli                      | | Se ci credi anche tu                            | Se ci credi anche tu |
| Germania    | Timothy Touchton                                | | Concerto nel prato Vento colorino Pigiama party | Concerto nel prato Vento colorino Un cuoricino in più Pigiama party                                                                     |
| Regno Unito | Timothy Touchton                                | | Mother's day                                    | Mother's day |
| Italia      | Lorenzo Tozzi                                   | Pappappero |                                                 | Me la faccio sotto Sono felice Pappappero                                                                                               |
| Italia      | Luca Tozzi                                      | Il dinosauro di plastica La ballata dei calzini spaiati O tucano goleador |                                                 | Il dinosauro di plastica La ballata dei calzini spaiati O tucano goleador                                                               |
| Italia      | Carlo Ermanno Trapani                           | Sette cani brontoloni La Teresina Sette note per una favoletta Gugù bambino dell'età della pietra E l'arca navigava Banjo blu Il pianeta Mallakà Attacca al chiodo quel fucile! Il sole e il girasole |                                                 | |
| Italia      | Rosario Trentadue                               | La ranocchia pintistrocchia |                                                 | La ranocchia pintistrocchia |
| Italia      | Tricarico                                       | Mozart è stato gestito male |                                                 | Mozart è stato gestito male |
| Italia      | Daniele Marco Tuminelli                         | Coro, caro coro |                                                 | Coro, caro coro Le frittelle L'ovino alla Coque                                                                                         |
| Italia      | Sandro Tuminelli                                | La giostra del carillon Il presepe di stagnola La piuma rossa Tiro all'orso La tromba del pagliaccio Il corsaro nero nero I castelli di Brisighella Coro, caro coro Arcobaleno Non ci gioco più Vola, palombella! Amor di tamburello Le frittelle Corri troppo, Tobia! Il folletto bianco L'allegria La conta Sette Matitine I pupazzetti I tre pagliacci Se voglio I folletti d'Islanda Il sole verrà Che belli gli uccellini L'ovino alla coque Bambolotto di caucciù Vento colorino Preghiera L'albero |                                                 | L'aquilone Il presepe di stagnola Tiro all'orso Il corsaro nero nero Coro, caro coro Le frittelle L'ovino alla coque Non voglio cantare |
| Estonia     | Leelo Tungal                                    | | Se voglio                                       | |

## U
| Paese   | Nome autore  | Testo | Testo in lingua originale | Musica |
| ------- | ------------ | ----- | ------------------------- | ------ |
| Albania | Hasan Ulqini |       | La cicala                 |        |

## V
| Paese       | Nome autore                            | Testo | Testo in lingua originale          | Musica |
| ----------- | -------------------------------------- | --- | ---------------------------------- | --- |
| Italia      | Walter Valdi                           | La tartaruga sprint Cocco e Drilli Enchete penchete puff tinè Alibombo Ululalì ululalà Un sole tutto mio |                                    | Cocco e Drilli Enchete penchete puff tinè Alibombo Ululalì ululalà |
| Bolivia     | Atilio Valdivieso                      | | Terra                              | |
| Italia      | Alessandra Valeri Manera               | Tinghelinghelin Dormi, mio bel piccino BIT Pubbli pubbli pubblicità L'aquilone dei sogni Un maggiolino speciale Concerto nel prato Minnie La scatola dei tesori Gira gira il mappamondo Il tappeto volante Gira il girasole |                                    | |
| Paesi Bassi | Leendert Valkenier                     | | Guglielmo il castoro               | |
| Italia      | Claudio Valle                          | |                                    | Il festival pop La cometa ha perso la coda Un gigante La figlia del re di Castiglia La vera storia di Rock e Roll Magunda Ninna nanna per non dormire Suor Margherita |
| Italia      | Paolo Vallerga                         | Il drago raffreddato |                                    | |
| Italia      | Paolo Vallesi                          | |                                    | La frutta e la verdura |
| Italia      | Paolo Valli                            | I suoni delle cose |                                    | I suoni delle cose |
| Paesi Bassi | Aleda Van                              | | Amsterdam                          | |
| Italia      | Valerio Vancheri                       | La canzone dei poeti |                                    | Vorrei volare La canzone dei poeti |
| Italia      | Riccardo Vantellini                    | |                                    | Le api del convento |
| Italia      | Paolo Varoli                           | La vacanza ideale |                                    | La vacanza ideale |
| Italia      | Andrea Vaschetti                       | Il katalicammello La mamma della mamma Lumacher Il rock della K Bongo direttore di banda Il ramarro con tre erre Il tip tap del millepiedi Olga, la tata del Volga Hip hop ippopotamo Inventa una poesia Un baby presidente Ma che mondo l'acquario Skamaleonte Rokko cavallo brocco Tarantella della mozzarella Mister Doing (il signor canguro) Plik e pluk Il domani I Beagles Radio Giungla Metti avanti il cuore Skodinzolo Discopizza DJ Il reggaetonno Mambo rimambo L'estate sta iniziando |                                    | Il katalicammello La mamma della mamma Lumacher Il rock della K Bongo direttore di banda Il ramarro con tre erre Il tip tap del millepiedi Olga, la tata del Volga Hip hop ippopotamo Inventa una poesia Ma che mondo l'acquario Skamaleonte Rokko cavallo brocco Tarantella della mozzarella Mister Doing (il signor canguro) Plik e pluk Il domani I Beagles Le parce que des pourquoi Radio Giungla Metti avanti il cuore Skodinzolo Discopizza DJ Il reggaetonno Mambo rimambo L'estate sta iniziando |
| Cuba        | Ileana Vázquez                         | | La mia orchestra                   | La mia orchestra |
| Georgia     | Nino Velijanashvili ნინო ველიჯანაშვილი | | Piove con il sole Ticche tocche tà | Piove con il sole Ticche tocche tà |
| Italia      | D. Veneziano                           | Cestini e grembiulini |                                    | |
| Italia      | Maria Venturi                          | |                                    | Il topo Zorro |
| Italia      | Venturia                               | |                                    | Il karatè |
| Italia      | Anna Venturini                         | Nicchi sgnacchi mucchi mucchi La torre degli asinelli Finché non cado dal sonno |                                    | Nicchi sgnacchi mucchi mucchi |
| Italia      | Enzo Verducci                          | Tom Tirilin Tom |                                    | |
| Italia      | Leonardo Veronesi                      | I suoni delle cose Il blues del manichino |                                    | I suoni delle cose |
| Italia      | Margherita Vicario                     | Come King Kong |                                    | Come King Kong |
| Brasile     | Carmen Sylvia Vieira Vasconcellos      | | Questo samba                       | Questo samba |
| Italia      | Viglietti Bonomi                       | Mille orsacchiotti |                                    | |
| Colombia    | Juvenal Viloria Romero                 | | Un'amica colombiana                | |
| Italia      | Virginio                               | Il panda con le ali |                                    | Il panda con le ali |
| Italia      | Alessandro Visintainer                 | Il tortellino Il domani La memoria |                                    | Il tortellino Il domani Napoleone va in pensione Acca La memoria Il serpente balbuziente |
| Italia      | Marco Vittiglio                        | |                                    | Auto rosa |
| Austria     | Robert Hager Von Strobele              | | In bici in città                   | In bici in città |

## W
| Paese       | Nome autore       | Testo | Testo in lingua originale         | Musica                                                                                 |
| ----------- | ----------------- | ----- | --------------------------------- | -------------------------------------------------------------------------------------- |
| Stati Uniti | Glenn Wallace     |       | Su e giù                          | Su e giù                                                                               |
| Germania    | Gitta Walther     |       | Un cuoricino in più Pigiama party |                                                                                        |
| Svizzera    | Robert Weber      |       |                                   | La storia del fiume                                                                    |
| Francia     | Claudie White     |       |                                   | Gli angeli di Nôtre Dame C'è una canzone che vola                                      |
| Francia     | Daniel White      |       |                                   | Gli angeli di Nôtre Dame C'è una canzone che vola Ti canterò (per la gioia che mi dai) |
| Italia      | Giannetto Wilhelm |       |                                   | Quando è l'ora di fare la nanna Che bella festa sarà La gallina coccouà                |

## Y
| Paese    | Nome autore                                          | Testo | Testo in lingua originale        | Musica               |
| -------- | ---------------------------------------------------- | ----- | -------------------------------- | -------------------- |
| Nigeria  | Taiwo Yakubu                                         |       | Ika o do gba                     | Ika o do gba         |
| Giappone | Takeo Yamagami 山上武夫                              |       | La scimmia, la volpe e le scarpe |                      |
| Giappone | Yasuharu Yamaguci 山口保治 Con lo pseudonimo di Hogi |       |                                  | Il piccolo pescatore |

## Z
| Paese   | Nome autore                       | Testo | Testo in lingua originale | Musica                                |
| ------- | --------------------------------- | --- | ------------------------- | ------------------------------------- |
| Grecia  | Giórgos Zampétas Γιώργος Ζαμπέτας | | Dai, dai balla il syrtaki | Dai, dai balla il syrtaki             |
| Italia  | Checco Zalone                     | Giovanissimo papà |                           | Giovanissimo papà                     |
| Italia  | Bruno Zambrini                    | |                           | Il sorpassista                        |
| Malta   | Andrew Żammit                     | |                           | La dottoressa Lulù Castelli di sabbia |
| Italia  | Laura Zanin                       | Al castel di Barbablù L'altalena Bimbi in pigiama Carnevale allo zoo Il pescatore di stelle Papà ritorna bambino Concertino in cucina La mia nave fantastica Il cane capellone Para papà Il valzer del moscerino Cin-Ciu-E La banda del formaggio Pancho, l'eroe del texas Concerto della città La banda del cortile |                           |                                       |
| Italia  | Massimo Zanotti                   | Mille fragole |                           | Mille fragole                         |
| Italia  | Riccardo Zappa                    | |                           | Extramusicale-giromagitondo           |
| Italia  | Riccardo Zara                     | |                           | La gallina brasiliana                 |
| Italia  | Antos Zarrillo Maietta            | Tosse Il ballo del ciuaua |                           | Tosse Il ballo del ciuaua             |
| Italia  | Paolo Zavallone                   | |                           | Tanzanía-e Il computer innamorato     |
| Italia  | Alberto Zeppieri                  | La vera storia di Noè Bumba e la zumba Pippo e la motoretta |                           |                                       |
| Italia  | Renato Zero                       | Il nostro Festival |                           |                                       |
| Italia  | Gianni Zilioli                    | |                           | Per un capello in più                 |
| Polonia | Mira Zimińska-Sygietyńska         | | Mettiamoci a ballare      |                                       |
| Italia  | Alessio Zini                      | Il segreto (per Mariele) Jingle Band |                           | Il segreto (per Mariele)              |
| Italia  | Umberto Zini                      | |                           | Pesciolino rosso                      |
| Italia  | Luciano Zotti                     | |                           | Il semaforo In Australia c'è          |
| Italia  | Franco Zulian                     | |                           | Canzone amica                         |